# Шебаново (городской округ Истра)
Шебаново (также встречается как Шибаново, Шабаново) — деревня в составе сельского поселения Ядроминское Истринского муниципального района Московской области России.

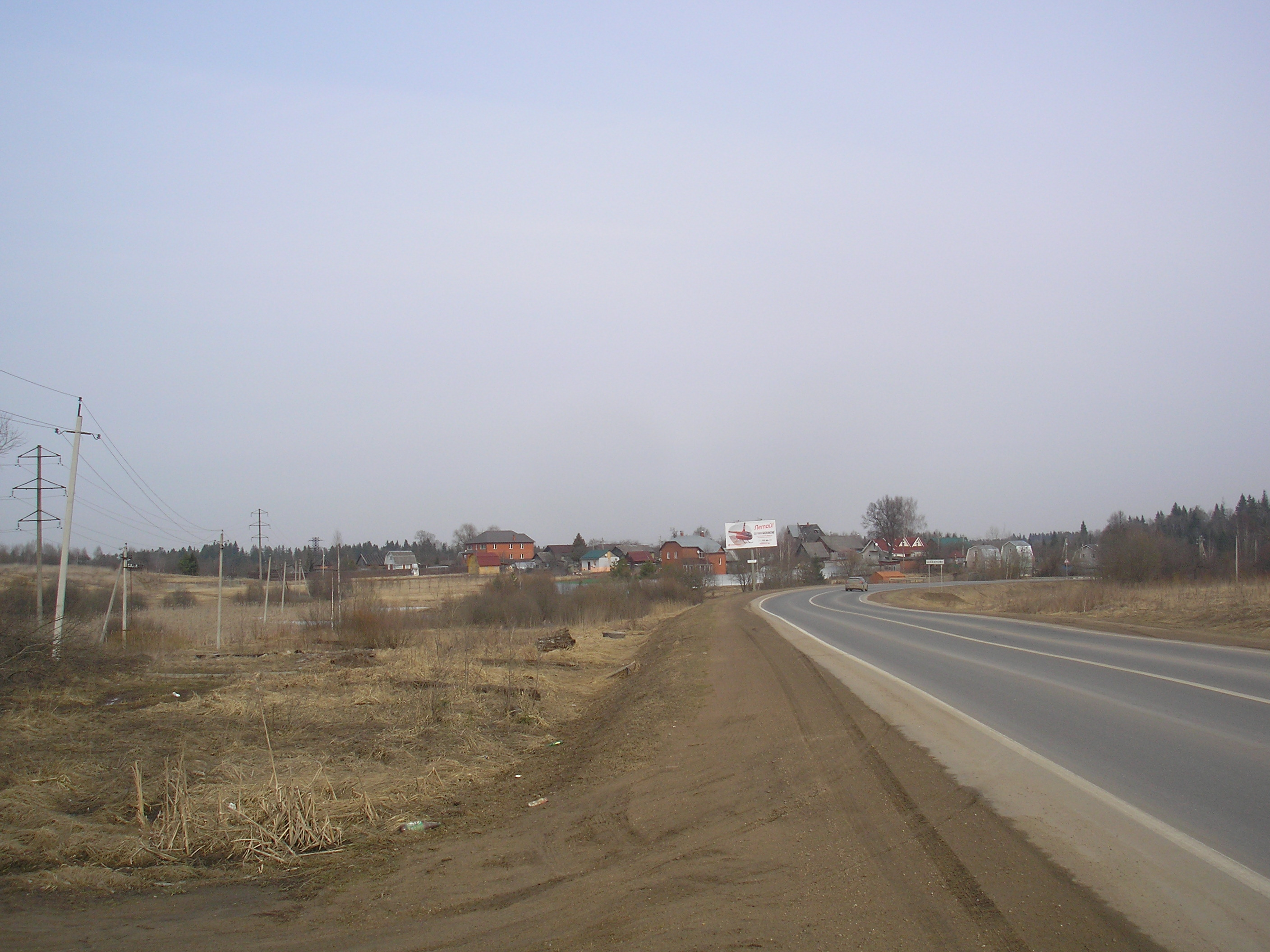
Вид на деревню с дороги

Население — 11 чел. (2010).

## География
Расположена в 3 км южнее автодороги Балтия (Новорижское шоссе), ближайшие населённые пункты — Троица в 1,126 км на север и Алексеевка в 2 км на юг. До райцентра около 26 км, до Москвы — около 62. Высота над уровнем моря 213 м. Вдоль деревни протекает река Молодильня.

## История
Отмечена на Географической Карте Московской Провинции 1774 года Горихвостова.

## Население
| 2002 | 2006 | 2010 |
| ---- | ---- | ---- |
| 3    | ↗4   | ↗11  |

## Достопримечательности
В ста метрах от юго-западной окраины деревни расположен памятник архитектуры XV—XVII веков селище «Шебаново-I»

## Интересные факты
На некоторых картах отмечена как Шибаново или Шабаново.